# Amancy
Amancy – miejscowość i gmina we Francji, w regionie Owernia-Rodan-Alpy, w departamencie Górna Sabaudia.
Według danych na rok 1990 gminę zamieszkiwało 1640 osób, a gęstość zaludnienia wynosiła 190 osób/km² (wśród 2880 gmin regionu Rodan-Alpy Amancy plasuje się na 521. miejscu pod względem liczby ludności, natomiast pod względem powierzchni na miejscu 1231.).